# Amtsgericht Traunstein
Das Amtsgericht Traunstein ist ein Gericht der ordentlichen Gerichtsbarkeit und eines von 73 Amtsgerichten in Bayern. Der Sitz des Gerichts befindet sich in der Herzog-Otto-Str. 1 in Traunstein.

## Geschichte
1879 wurde durch das deutsche Gerichtsverfassungsgesetz das damalige Landgericht Traunstein (älterer Ordnung) in das Amtsgericht Traunstein umgewandelt. Gleichzeitig entstand nach dem Gerichtsverfassungsgesetz das Landgericht Traunstein als Oberinstanz für die ihr zugeordneten Amtsgerichte neu.

## Zuständigkeitsbereich
Der Amtsgerichtsbezirk umfasst den gesamten Landkreis Traunstein, in dem rund 180.000 Menschen leben und der mit 1.533,95 Quadratkilometern der zweitgrößte Landkreis Bayerns ist. Bei Insolvenzverfahren, Zwangsversteigerung und Zwangsverwaltung von Grundstücken erstreckt sich der Zuständigkeitsbereich auch auf den Landkreis Berchtesgadener Land.
In Vereinsregister-, Handelsregister-, Partnerschaftsregister- und Genossenschaftsregistersachen ist das Amtsgericht Traunstein auch für die Landkreise Altötting, Berchtesgadener Land, Mühldorf am Inn und Rosenheim zuständig.

## Übergeordnete Gerichte
Dem Amtsgericht Traunstein sind das Landgericht Traunstein und das Oberlandesgericht München übergeordnet.